# Allen (Kentucky)
Allen è un comune degli Stati Uniti d'America, situato nello Stato del Kentucky, nella contea di Floyd.